# Polotskaya Nizina
Polotskaya Nizina är en slätt i Belarus. Den ligger i den norra delen av landet, 190 km norr om huvudstaden Minsk.
I omgivningarna runt Polotskaya Nizina växer i huvudsak blandskog. Runt Polotskaya Nizina är det ganska tätbefolkat, med 65 invånare per kvadratkilometer.